# ロマン・ベレゾフスキー
ロマン・アナトリエヴィチ・ベレゾフスキー（アルメニア語: Ռոման Անատոլիի Բերեզովսկի, ラテン文字転写: Roman Anatoliyevich Berezovsky, ロシア語: Рома́н Анато́льевич Березо́вский [rɐˈman ɐnɐˈtolʲɪvʲɪtɕ bʲɪrʲɪˈzofskʲɪj], 1974年8月5日- ）は、アルメニア・ソビエト社会主義共和国 (現アルメニア)・エレバン出身の元サッカー選手、サッカー指導者。元アルメニア代表。現役時代のポジションはゴールキーパー。

## 経歴

### クラブ
1974年、アルメニア・ソビエト社会主義共和国 (現アルメニア)の首都エレバンでウクライナ人両親の間に生まれる。1990年代後半にロシア・プレミアリーグ (ロシア1部)の最優秀GKに選出されたことに加え、アルメニア代表での安定したプレーは、ファンの人気を集めており、また、ソビエト連邦サッカーリーグ / ロシア・プレミアリーグにおいて最多となる12回のPKストップを記録している。
1991年にソビエト連邦セカンドリーグ (ソ連3部)のコシュカゴルツ・エレバンでキャリアをスタートさせ、1992年のソ連崩壊により、創設されたアルメニア・プレミアリーグ (アルメニア1部)へのクラブ (シェンガヴィト・エレバンに改名)の移行に伴って自身もアルメニアへと移り、同年にはシュニク・カパンでもプレーした。シーズン終了後、今度はロシアのサンクトペテルブルクへ渡り、地元のコスモス-キロヴェツ・サンクトペテルブルクにてプレーすることになった。

#### ゼニト・サンクトペテルブルク
1994年シーズンからは、ロシア・ナショナル・フットボールリーグ (2部)のFCゼニト・サンクトペテルブルクへ移籍をしたが出場は5試合に留まり、1995年には出場機会を得る為にFCサトゥルン-1991サンクトペテルブルクへレンタル移籍に出されるも、出場3試合とここでも出場機会を得るのに苦労していた。ゼニトに復帰してからは、シーズンが経つに連れて安定感が増し、5年間で118試合に出場しており、1997年シーズンにスポルト・エクスプレス紙による年間最優秀GKに選出され、1999年シーズンにはロシア・カップ優勝に貢献。また、同シーズンはロシアサッカー連合によるリーグ最優秀選手33のGK部門で3位に選出された。しかし、若手GKのヴィアチェスラフ・マラフェエフが台頭し始めたことにで翌2000年シーズンの出場は昨年の半分以下になった。なお、2000年6月にリーグ・アン (フランス1部)のASサンテティエンヌと4年契約で合意したものの、最終的に給与面の問題から破談となっている。

#### トルペド、ディナモ・モスクワ
2000年シーズン終了に伴ってゼニトを退団した後は、2001年シーズンにFCトルペド・モスクワ、2002年シーズンにFCディナモ・モスクワへ移籍して2005年シーズンまで在籍しており、ディナモではタイトル獲得は出来なかったが、88試合と多くの出場機会を得た。2003年6月30日には、ロシア・プレミアリーグの外国人選抜に招集され、ロシア代表と試合した。

#### ヒムキ

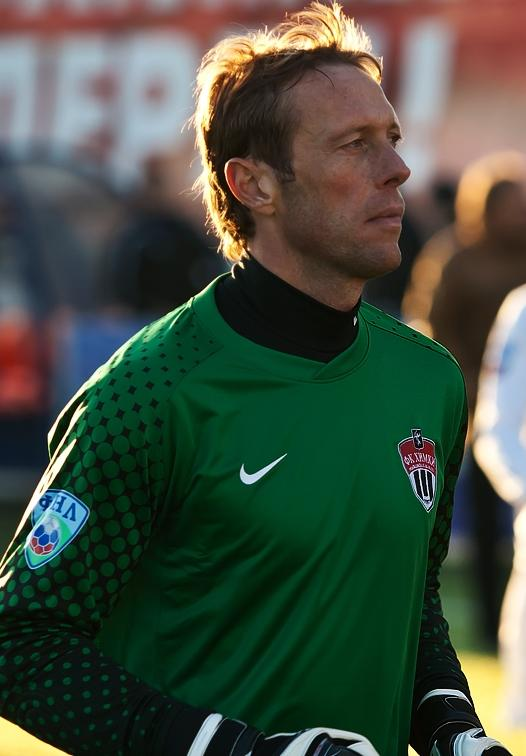
FCヒムキでのベレゾフスキー

2006年にナショナル・フットボールリーグのFCヒムキへ移籍。ヒムキでは、1年でのリーグ優勝に貢献し、プレミアリーグ昇格後の2008年シーズンからは主将を務めており、また、2009年7月26日のFCアムカル・ペルミ戦 (2-0)を無失点に抑えたことで、トップリーグ通算100試合の完封を成し遂げた事から、レフ・ヤシン・クラブに殿堂入りをした。2010年12月27日にクラブと契約を1年延長した。在籍6年間において、ミオドラグ・ヨヴァノヴィッチに次ぐ175試合に出場した。

#### ディナモ・モスクワ復帰
2012年2月2日にディナモ・モスクワと1年半契約で合意し、6年ぶりに復帰する。3月6日のFCアンジ・マハチカラ戦で初出場を飾った。2度目のディナモでは、控えが定位置となっているが、2014-15シーズンは開幕戦から序盤数試合で先発を務め、UEFAヨーロッパリーグ 2014-15予選の3試合に出場し、本戦出場に貢献した。

### 代表
U-21代表を経て、1996年8月31日の1998 FIFAワールドカップ・ヨーロッパ予選でのポルトガル戦でアルメニアA代表デビューを飾り、以来、サルギス・ホヴセピアンに次ぐ90試合以上に出場している。UEFA EURO 2012予選では全10試合に出場しゴールを守る中、プレーオフ進出を懸けた最終節のアイルランド戦において、前半26分にエリア外でハンドをしたとして一発退場のレッドカードを受け、試合は1-2で敗れた。試合後にアルメニアサッカー連盟は、テレビカメラには腕ではなく胸でボールを処理していた映像が映されていた事から、誤審があったとしてレッドカードの取り消しをUEFAに求めたが、受け入れられることはなかった。なお、ベレゾフスキーは試合後、退場によるショックで夜は眠れず、翌日にエレバンの空港に到着した際にファンから拍手で出迎えられたことにより、自責の念で精神的な苦痛はピークに達したと語った。また、チームはグループリーグの2位に値するとも語っている。
2012年10月12日、主将を務めていたホヴセピアンの引退に伴い、2014 FIFAワールドカップ・ヨーロッパ予選のイタリア戦に向け、役割を引き継いだ。

## 個人成績

### クラブでの成績
出典:
| 所属クラブ                    | シーズン         | リーグ                                 | リーグ | リーグ | 国内カップ | 国内カップ | 国際大会 | 国際大会 | 合計 | 合計 |
| 所属クラブ                    | シーズン         | 所属リーグ                             | 出場   | 得点   | 出場       | 得点       | 出場     | 得点     | 出場 | 得点 |
| ----------------------------- | ---------------- | -------------------------------------- | ------ | ------ | ---------- | ---------- | -------- | -------- | ---- | ---- |
| コシュカゴルツ・エレバン      | 1991             | ソビエト連邦セカンドリーグ             | 31     | 0      |            |            | -        | -        | 31   | 0    |
| コシュカゴルツ・エレバン      | 合計             | 合計                                   | 31     | 0      |            |            | -        | -        | 31   | 0    |
| シェンガヴィト・エレバン      | 1992             | アルメニア・プレミアリーグ             | 9      | 0      |            |            | -        | -        | 9    | 0    |
| シェンガヴィト・エレバン      | 合計             | 合計                                   | 9      | 0      |            |            | -        | -        | 9    | 0    |
| シュニク・カパン              | 1992             | アルメニア・プレミアリーグ             | 13     | 0      |            |            | -        | -        | 13   | 0    |
| シュニク・カパン              | 合計             | 合計                                   | 13     | 0      |            |            | -        | -        | 13   | 0    |
| コスモス-キロヴェツ           | 1993             | ロシア・セカンドディビジョン           | 15     | 0      |            |            | -        | -        | 15   | 0    |
| コスモス-キロヴェツ           | 合計             | 合計                                   | 15     | 0      |            |            | -        | -        | 15   | 0    |
| ゼニト・サンクトペテルブルク  | 1994             | ロシア・ナショナル・フットボールリーグ | 5      | 0      |            |            |          |          | 5    | 0    |
| ゼニト・サンクトペテルブルク  | 1995             | ロシア・ナショナル・フットボールリーグ | 4      | 0      |            |            |          |          | 4    | 0    |
| ゼニト・サンクトペテルブルク  | 1996             | ロシア・プレミアリーグ                 | 20     | 0      |            |            |          |          | 20   | 0    |
| ゼニト・サンクトペテルブルク  | 1997             | ロシア・プレミアリーグ                 | 30     | 0      |            |            |          |          | 30   | 0    |
| ゼニト・サンクトペテルブルク  | 1998             | ロシア・プレミアリーグ                 | 30     | 0      |            |            |          |          | 30   | 0    |
| ゼニト・サンクトペテルブルク  | 1999             | ロシア・プレミアリーグ                 | 23     | 0      |            |            | 2        | 0        | 25   | 0    |
| ゼニト・サンクトペテルブルク  | 2000             | ロシア・プレミアリーグ                 | 11     | 0      |            |            |          |          | 11   | 0    |
| ゼニト・サンクトペテルブルク  | 合計             | 合計                                   | 123    | 0      |            |            | 2        | 0        | 125  | 0    |
| ゼニト・サンクトペテルブルク2 | 1994             | ロシア・サードリーグ                   | 5      | 0      |            |            | -        | -        | 5    | 0    |
| ゼニト・サンクトペテルブルク2 | 1995             | ロシア・サードリーグ                   | 4      | 0      |            |            | -        | -        | 4    | 0    |
| ゼニト・サンクトペテルブルク2 | 1996             | ロシア・サードリーグ                   | 6      | 0      |            |            | -        | -        | 6    | 0    |
| ゼニト・サンクトペテルブルク2 | 1998             | ロシア・セカンドディビジョン           | 1      | 0      |            |            | -        | -        | 1    | 0    |
| ゼニト・サンクトペテルブルク2 | 2000             | ロシア・セカンドディビジョン           | 2      | 0      |            |            | -        | -        | 2    | 0    |
| ゼニト・サンクトペテルブルク2 | 合計             | 合計                                   | 18     | 0      |            |            | -        | -        | 18   | 0    |
| サトゥルン-1991 (loan)        | 1995             | ロシア・ナショナル・フットボールリーグ | 3      | 0      |            |            | -        | -        | 3    | 0    |
| サトゥルン-1991 (loan)        | 合計             | 合計                                   | 3      | 0      |            |            |          |          | 3    | 0    |
| トルペド・モスクワ            | 2001             | ロシア・プレミアリーグ                 | 19     | 0      |            |            | 2        | 0        | 21   | 0    |
| トルペド・モスクワ            | 合計             | 合計                                   | 19     | 0      |            |            | 2        | 0        | 21   | 0    |
| トルペド・モスクワ2           | 2001             | ロシア・プレミアリザーブリーグ         | 6      | 0      | -          | -          | -        | -        | 6    | 0    |
| トルペド・モスクワ2           | 合計             | 合計                                   | 6      | 0      | -          | -          | -        | -        | 6    | 0    |
| ディナモ・モスクワ            | 2002             | ロシア・プレミアリーグ                 | 30     | 0      |            |            |          |          | 30   | 0    |
| ディナモ・モスクワ            | 2003             | ロシア・プレミアリーグ                 | 27     | 0      |            |            |          |          | 27   | 0    |
| ディナモ・モスクワ            | 2004             | ロシア・プレミアリーグ                 | 19     | 0      |            |            |          |          | 19   | 0    |
| ディナモ・モスクワ            | 2005             | ロシア・プレミアリーグ                 | 12     | 0      |            |            |          |          | 12   | 0    |
| ディナモ・モスクワ            | 合計             | 合計                                   | 88     | 0      |            |            |          |          | 88   | 0    |
| ヒムキ                        | 2006             | ロシア・ナショナル・フットボールリーグ | 42     | 0      |            |            | -        | -        | 42   | 0    |
| ヒムキ                        | 2007             | ロシア・プレミアリーグ                 | 28     | 0      |            |            |          |          | 28   | 0    |
| ヒムキ                        | 2008             | ロシア・プレミアリーグ                 | 27     | 0      |            |            |          |          | 27   | 0    |
| ヒムキ                        | 2009             | ロシア・プレミアリーグ                 | 18     | 0      | 1          | 0          |          |          | 19   | 0    |
| ヒムキ                        | 2010             | ロシア・ナショナル・フットボールリーグ | 35     | 0      |            |            | -        | -        | 35   | 0    |
| ヒムキ                        | 2011-12          | ロシア・ナショナル・フットボールリーグ | 25     | 0      |            |            | -        | -        | 25   | 0    |
| ヒムキ                        | 合計             | 合計                                   | 175    | 0      | 1          | 0          |          |          | 176  | 0    |
| ディナモ・モスクワ            | 2011-12          | ロシア・プレミアリーグ                 | 3      | 0      | 0          | 0          | 0        | 0        | 3    | 0    |
| ディナモ・モスクワ            | 2012-13          | ロシア・プレミアリーグ                 | 7      | 0      | 1          | 0          | 1        | 0        | 9    | 0    |
| ディナモ・モスクワ            | 2013-14          | ロシア・プレミアリーグ                 | 3      | 0      | 0          | 0          | 0        | 0        | 3    | 0    |
| ディナモ・モスクワ            | 2014-15          | ロシア・プレミアリーグ                 | 6      | 0      | 0          | 0          | 3        | 0        | 9    | 0    |
| ディナモ・モスクワ            | 合計             | 合計                                   | 19     | 0      | 1          | 0          | 4        | 0        | 24   | 0    |
| キャリア通算成績              | キャリア通算成績 | キャリア通算成績                       | 519    | 0      | 2          | 0          | 8        | 0        | 529  | 0    |

### 代表での成績
出典:
| アルメニア代表 | アルメニア代表 | アルメニア代表 |
| 年             | 出場           | 得点           |
| -------------- | -------------- | -------------- |
| 1996           | 3              | 0              |
| 1997           | 5              | 0              |
| 1998           | 4              | 0              |
| 1999           | 8              | 0              |
| 2000           | 5              | 0              |
| 2001           | 3              | 0              |
| 2002           | 2              | 0              |
| 2003           | 6              | 0              |
| 2004           | 1              | 0              |
| 2005           | 6              | 0              |
| 2006           | 2              | 0              |
| 2007           | 6              | 0              |
| 2008           | 4              | 0              |
| 2009           | 3              | 0              |
| 2010           | 5              | 0              |
| 2011           | 6              | 0              |
| 2012           | 6              | 0              |
| 2013           | 8              | 0              |
| 2014           | 8              | 0              |
| 2015           | 2              | 0              |
| 2016           | 1              | 0              |
| Total          | 94             | 0              |

## タイトル

### クラブ
FCゼニト・サンクトペテルブルク
- ロシア・カップ：1 (1999)

FCヒムキ
- ロシア・ファーストディビジョン：1 (2006)

### 個人
- ロシアリーグ最優秀選手33GK部門：No.3 (1999)